# Am Räuber
Am Räuber war eine Ortslage im Norden der bergischen Großstadt Wuppertal.

## Lage und Beschreibung
Die Ortslage lag auf einer Höhe von 275 m ü. NHN an der heutigen Straße Am Jagdhaus im Osten des Wohnquartiers Eckbusch im Stadtbezirk Uellendahl-Katernberg. Benachbarte Ortslagen sind neben dem Siedlungskern von Eckbusch das im Nahbereich liegende Lipkenskothen sowie Acker, Am Rohm, In den Birken, Am Baum, Grenze Jagdhaus, An der Voßdelle und Am Luhnberg.
Der Name Am Räuber ist als eigenständige Bezeichnung für diese Ortslage mehrheitlich nicht mehr im Bewusstsein der Bevölkerung vorhanden, der ursprüngliche Wohnplatz liegt heute auf dem Gelände der Grundschule Birkenhöhe.

## Geschichte
Die Ortslage ist auf den Messtischblättern Elberfeld der Ausgaben Ende des 19. Jahrhunderts bis Mitte des 20. Jahrhunderts eingezeichnet und lag bis 1929 an der Grenze der Oberbürgermeisterei Elberfeld zur Landgemeinde Oberdüssel der Bürgermeisterei Wülfrath.
Mitte des 20. Jahrhunderts wurden die Gebäude des ursprünglichen Wohnplatzes abgetragen und im Umfeld neue Wohnbebauung geschaffen. Aber auch diese wurde in den 1970er Jahren wieder abgetragen, um Platz für die 1975 erbaute Grundschule zu schaffen.